# Juan Carreño López
Juan Enrique Carreño López (San Fernando, 16 novembre 1968) è un ex calciatore cileno, di ruolo Attaccante.